# Biotopo Taio
Il Biotopo Taio è un'area naturale protetta del Trentino-Alto Adige istituita nel 1989.
Occupa una superficie di 4,28 ha nella Provincia autonoma di Trento nella località omonima tra i comuni di Nomi e Volano.

## Territorio
Il Biotopo del Taio è situato sul fondovalle della Val d'Adige. È una palude che presenta vari ambienti quali acque quasi libere, canali, canneti e frammenti di boschi igrofili di ontano. La superficie è pari a 7,2 ettari, dei quali 3,67 a tutela integrale.

## Comuni
Il biotopo è compreso nel comune di Nomi.

## Fauna
La fauna al Biotopo del Taio è costituita da molte specie, specialmente acquatiche. Per l'avifauna il Taio ha un'ubicazione strategica, nella Val d'Adige, la quale costituisce per gli uccelli una Volovia. L'avifauna è piuttosto ricca, e comprende specie nidificanti quali il tarabusino, l'airone cenerino, il germano reale, la gallinella d'acqua, la folaga, il martin pescatore, l'usignolo di fiume, il cannareccione, la cannaiola e la cannaiola verdognola. I migratori più comuni sono la ballerina gialla, l'airone rosso, il tuffetto, il piro piro piccolo, il migliarino di palude, la marzaiola e la garzetta.Sono qui presenti una torretta per l'osservazione, davanti a essa ci sono delle piccole mangiatoie sulle quali si nutrono varie specie di cincia.Per quanto riguarda i mammiferi possiamo trovare la donnola, il pipistrello, il toporagno e il riccio, per citarne alcuni. L'erpetofauna è specialmente acquatica, e comprende la rana verde, il rospo comune, la natrice tassellata e la biscia dal collare.

## Flora

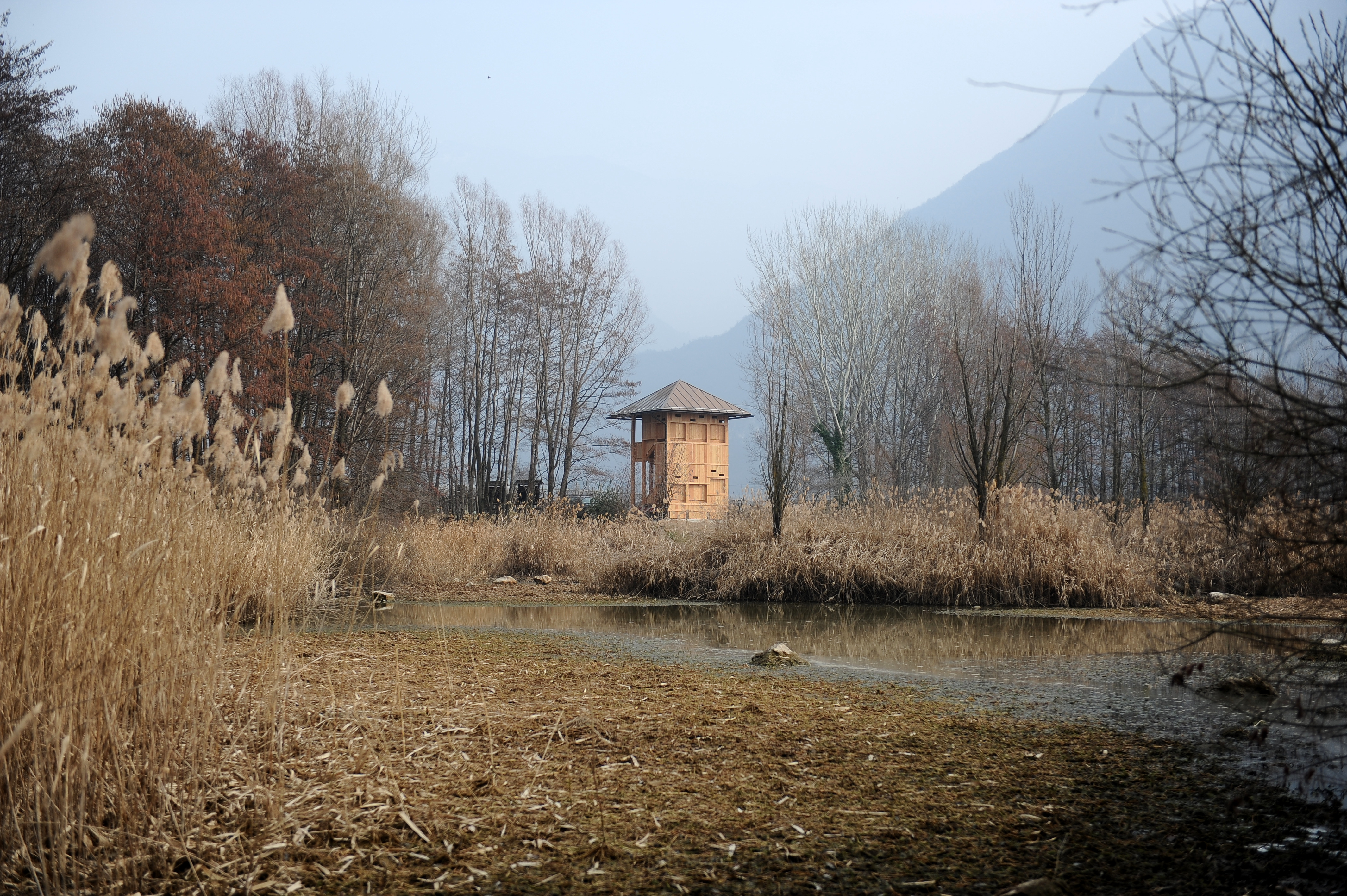
Il canneto e la torre di avvistamento

Il canneto del Taio è formato dalla cannuccia di palude, ma sono presenti anche l'iris d'acqua e il salice. Sulle rive è frequente l'ontano nero.

## Punti di interesse
Sono presenti un parcheggio, una torretta di osservazione, un sentiero e una piccola collinetta sulla quale si possono trovare dei tabelloni per le informazioni.